# آيت وادوز العزبة (سيدي عبد الله غيات)
آيت وادوز العزبة هي إحدى مشيخات المملكة المغربية، تتبع جغرافيا لإقليم الحوز وإداريًا لسيدي عبد الله غيات. يقدر عدد سكانها بـ 8777 نسمة حسب الإحصاء الرسمي للسكان والسكنى لسنة 2004.